# Inácio Ephrem II Rahmani
Mar Ignatius Dionysius Ephrem II Rahmani (Mossul, 9 de outubro de 1848 - 7 de maio de 1929) foi um clérigo e estudioso, Patriarca da Igreja Católica Siríaca de 1898 a 1929.

## Vida
Ephrem Rahmani, nascido Louis, estudou na escola dominicana com Clemens Joseph David, também futuro arcebispo, e em 1863 foi enviado para estudar em Roma, onde foi ordenado sacerdote em 12 de abril de 1873. Em seu retorno a Mossul, ajudou em tarefas editoriais na Imprensa Dominicana. Em 1880, tornou-se um corepíscopo.
Nomeado Arcebispo Titular de Edessa em Osrhoëne dei Siri, recebeu a consagração episcopal em 2 de outubro de 1887 pelo Patriarca Inácio Jorge V Shelhot. Foi quando adotou o nome Rabbula Ephrem. Em 20 de setembro de 1890, foi nomeado Eparca de Beirute dos Sírios, posição que ocupou até 1º de maio de 1894, quando Rahmani foi nomeado para a Arquieparquia de Alepo dos Sírios. Após a morte de Inácio Behnam II Benni, foi eleito Patriarca católico sírio de Antioquia e Bispo de Beirute em 9 de outubro de 1898. Recebeu a confirmação do Papa Leão XIII em 28 de novembro de 1898.
Após sua eleição como patriarca, ele renovou a prensa de Charfeh, mudou a sede do patriarcado de Mardin para Beirute, fundou o seminário em Jerusalém (1902) e restaurou o Mosteiro de Dayro d-Mor Behnam. No início do século XX, ocorreu um período de expansão para a Igreja Católica Siríaca, que recebeu muitos convertidos ortodoxos siríacos. Contudo, a chegada da Primeira Guerra Mundial foi catastrófica: o genocídio armênio trouxe destruição também aos cristãos sírios que viviam nas mesmas áreas que os armênios, com o resultado de que a Igreja Católica Siríaca viu o número de seus membros reduzido pela metade com cinco dioceses (de dez) e quinze missões destruídas.

## Obras
Ephrem Rahmani foi um estudioso litúrgico de renome internacional. Em 1899, ele descobriu e publicou a primeira edição do texto do século IV Testamentum Domini. Sua principal contribuição para a história da liturgia é seu livro Les Liturgies Orientales et Occidentales, Beirute, 1929.